# 改姓
改姓（かいせい）とは、姓を改めることを指す｡

## 日本

### 律令制度
律令制における改姓とは姓（かばね）を改めることを指す。庚午年籍と八色の姓を全国民の姓の基準として勝手な改姓は禁じられた。だが、姓の地位の高低が官吏任用時の基準の1つとされたため、より高位の姓を求めて改姓の許可申請が相次いだ。特に卑姓とされた部民系や国風化の進行によって評価が下がっていった渡来人系の姓の改姓がしばしば行われた。忌部氏→斎部氏、土師氏→菅原氏などがその代表例である。また、淳和天皇の諱「大伴」と重なる名族大伴氏が伴氏と改姓させられた例も知られている。だが、こうした相次ぐ改姓は氏姓の根幹を揺るがすとして延喜5年（905年）に一定の官職（外記・史・博士）以上にないものの改姓を禁じた。

### 武家時代
武家時代にも姓（名字）を変える例が多かった｡
- 先祖代々の系図に都合よく合わせるため
  - 松平氏→徳川氏　家康は新田氏族得川氏に改姓し、さらに得川の佳字である徳川に改めた｡
- 主君から与えられる
  - 龍造寺隆信から「そなたの武勇は百人の武士に等しい」と賞賛された家臣が、「百武（ひゃくたけ」の姓を与えられ百武賢兼と名乗った。

名字ではなく姓を変えた例として、惟宗氏や藤原氏を名乗っていた島津氏が足利尊氏（源氏）の猶子となり源氏に改姓したなどの例がある。
豊臣秀吉は元々は姓は元々は平氏を称し、関白就任時に近衛前久の養子となって藤原氏に改姓し、更に太政大臣就任時に朝廷から豊臣朝臣という新たな氏姓を授かり、名字の方も元々は木下を称し、後に羽柴に改めたとされている（諸説あり）。秀吉が統一政権を確立すると、配下となった大名などに「羽柴」の名字か「豊臣」の氏（もしくはその両方）を与えて擬制的な一門に編成しようとした。

### 現代
現代の日本の民法上では婚姻、養子縁組、離婚、婚姻の取消し、離縁、縁組の取消しの際に氏に変動を生じる。この他、戸籍法上ではやむを得ない事由によって氏を変更しようとする場合について定めており、戸籍の筆頭に記載した者及びその配偶者は、家庭裁判所の許可を得て、その旨を届け出なければならないとしている（戸籍法第107条第1項、氏の変更届）。
婚姻時の改姓（夫婦同姓）については、それを義務としないようにする選択的夫婦別姓制度の導入を求める動きもある。

## 中国
中国では基本的に異姓の養子は取らないが、六朝や五代十国の頃の軍閥首領の養子などには養親の姓に合わせて改姓した例もある。